# Леонтьево (Сафоновский район)
Лео́нтьево  — деревня в Смоленской области России, в Сафоновском районе. Население — 7 жителей (2007 год) . Расположена в центральной части области в 38 км к северо-востоку от города Сафонова, в 3 км севернее автодороги М1 «Беларусь», на берегу реки Вязьма. В 8 км юго-западнее от деревни железнодорожная станция Алфёрово на линии Москва — Минск. Входит в состав Старосельского сельского поселения.

## История
В годы Великой Отечественной войны деревня была оккупирована гитлеровскими войсками в сентябре 1941 года, освобождена в 1943 году.